# ロイエル・ウォルターズ
ロイエル・ジョシュア・ウォルターズ（Reuell Joshua Walters, 2004年12月16日 - ）は、イングランドのランベス出身のプロサッカー選手。EFLチャンピオンシップのルートン・タウンFC所属。ポジションはディフェンダー。

## 経歴

### 生い立ち・ユース
イングランドで生まれ育つ。母のアイシャは元体操選手。
7歳の頃から地元のペッカム・タウンFCのユースチームでプレーし、その後はユニークFCのユースでプレーした。
チェルシーFC、トッテナム・ホットスパーFCからオファーを受けた中でトッテナムを選び、2015年にユースアカデミーに加入した。アカデミーで結果を残し、世代別のチームへ順調に昇格していたが、自身の実力が抜きん出ていたために、一時はサッカーへの興味を失っていた。2019年6月にトッテナムとの契約を満了した。
トッテナムとの契約満了後は多くのチームからオファーを受け、マンチェスター・ユナイテッドFCとの練習生契約に合意したが、ユナイテッドが誤って既に退団した選手をスカッドに登録したままにしていたため枠に空きがなく、プレミアリーグがウォルターズとの契約を認めなかった。
ユナイテッドとの契約が破談になった後にチャールトン・アスレティックFCとのトライアルが予定されていたが、新型コロナウイルスの影響により中止となった。
コロナウイルスによる自粛期間中はサッカーコンサルタントのソウル・アイザックソン＝ハーストとトレーニングを行った。アイザックソン＝ハーストがアーセナルFCのユース部門責任者であるリース・ヘロンを練習に招待し、2020年8月にアーセナルとのトライアルが行われた。

### アーセナル
プレミアリーグの調査でタンパリングではないことが実証された後、2020年10月19日にアーセナルのU-16チームに加入した。
2021-22シーズンからU-21チームに昇格し、フルバックやウィングバックとして起用された。2022年2月にアーセナルとプロ契約を結んだ。
2022年7月にトップチームのトレーニングキャンプに帯同し、1.FCニュルンベルクとの親善試合に出場した。同月にはアカデミー生で唯一トップチームのアメリカ遠征に帯同した。2022-23シーズンはU-18チームでセンターバックを務め、FAユースカップに出場した。
2023年3月以降、トップチームの試合に何度かベンチ入りしたが、いずれも出場はなかった。
トップチームでの出場がないまま、2023-24シーズン終了後に契約を満了。契約延長のオファーを拒否して退団した。

### ルートン・タウン
2024年7月11日にEFLチャンピオンシップのルートン・タウンFCと4年契約を結んだ。

## 代表歴
イングランド、ドイツ、ジャマイカの代表資格を持つ。
2023年3月24日、UEFA U-19欧州選手権の予選にイングランド代表として出場した。